# Fazni dijagram
Fazni dijagram ili dijagram stanja je grafički prikaz iskustvom (empirijski) određenih ili jednadžbama stanja opisanih veza među parametrima stanja nekoga termodinamičkog sustava u koordinatnom sustavu koji pokazuje kako se mijenjaju svojstva sustava pri promjenama temperature, volumena i tlaka, a posebno pri prijelazima iz jednoga agregatnoga stanja u drugo, odnosno pri pretvorbama između različitih kristalnih faza. To mogu biti na primjer jednokomponentni sustavi kod kojih su prikazane ravnoteže čvrste, tekuće i plinske faze, smjese dviju ili više kovina, smjese i spojevi dvaju ili više elemenata i tako dalje. Fazni dijagram je pojam koji se rabi u fizikalnoj kemiji, mineralogiji i znanosti o materijalima, a označava tip grafa koji pokazuje ravnotežna stanja među termodinamički različitim fazama. 

## Dijagrami tlaka i temperature
Najjednostavniji fazni dijagrami su dijagrami tlaka i temperature neke jednostavne tvari kao što je voda. Osi odgovaraju tlaku i temperaturi. Fazni dijagram pokazuje, u poljima tlaka i temperature, ravnotežne linije ili granice faza između tri faze: krute, tekuće i plinovite. 
Oznake na faznom dijagramu pokazuju točke gdje slobodna energija nije analitička. Otvoreni prostori, gdje je slobodna energija analitička funkcija, odgovaraju fazama. Faze su razdvojene linijama neanalitičnosti, gdje se pojavljuje fazni prijelaz, zbog čega se nazivaju granicama faza.
Na dijagramu, granica između tekuće i plinovite faze ne nastavlja se u beskonačnost, nego se prekida u točki koja se naziva kritična točka. To odražava činjenicu da se na ekstremno visokim temperaturama i tlakovima tekuća i plinovita faza ne mogu razlikovati. Tu fazu nazivamo superkritični fluid. Za vodu kritična točka nalazi se na 647 K i oko 22,064 MPa.
Postojanje kritične točke tekućine i plina otkriva neznatnu dvoznačnost u gornjoj definiciji. Kada se ide od tekuće prema plinovitoj fazi, obično se prjeđe fazna granica, ali moguće je odabrati put koji nikad ne prelazi granicu idući ravno do kritične točke. Na taj način, tekuća i plinovita faza mogu se kontinuirano miješati jedna s drugom. No, nemoguće je da granica krute i tekuće faze završi u kritičnoj točki na isti način kao ona od tekuće i plinovite, zato što kruta i tekuća faza imaju različitu simetriju.
Zanimljivo je da granice između krutih i tekućih faza u faznim dijagramima većine krutih tvari imaju pozitivan nagib, zbog toga što krute faze imaju veću gustoću od tekućih, pa se s povišenjem tlaka povećava temperatura tališta. To nije slučaj kod vode, gdje granica između krutog i tekućeg stanja ima negativan nagib, a uzrok tomu je anomalija vode.

## Binarni fazni dijagrami
Mnogo složeniji tipovi faznih dijgrama mogu biti konstruirani, posebno za sustav i kojem je prisutna više nego jedna čista komponenta. U tom slučaju, važna varijabla je koncentracija. Fazni dijagrami s više od dvije dimenzije mogu biti konstruirani tako da pokazuju efekt više od dvije varijable na fazu određene tvari. Mogu se rabiti i druge varijable umjesto temperature, tlaka i sastva, npr. snaga električnog ili magnetskog polja i one također mogu uključivati tvari koje poprimaju više od tri agregatna stanja tvari.
Jedan tip faznog dijagrama prikazuje odnos temperature u relativne koncentracije dvije tvari u binarnoj smjesi pa se naziva binarni fazni dijagram. Takva smjesa može biti ili čvrsta otopina ili smjesa dviju tvari koje ne tvore čvrste otopine. Ova dva različita tipa smjesa rezultiraju u veoma različitom grafu. 
Jedna od najvažnijih značajki faznih dijagrama je kongruentna točka u kojoj se kruta faza direktno transformira u tekuću. Postoji i peritektoid, točka gdje se dvije krute faze kombiniraju u jednu krutu fazu tijekom zagrijavanja. Suprotno od ovoga, točka u kojoj se jedna kruta faza transformira u dvije faze tijekom zagrijavanja naziva se eutektoid. 
x-os takvog dijagrama predstavlja koncentraciju smjese. Budući da su smjese obično daleko od razrjeđenja, pa je njihova gustoća kao funkcija temperature obično nepoznata, prvenstveno se mjeri molarni udio. Ne bi bilo praktično koristiti veličinu temeljenu na volumenu kao što je molalitet.

## Uobičajene komponente faznih dijagrama
Ravnotežne linije ili granice faza upućuju na linije koje označuju prijelaz između faza. 
Trojna točka u faznim dijagramima tlaka i temperature je jedinstveni presjek granica faza između tri stanja tvari, obično krutog, tekućeg i plinovitog.
Za fazni dijagram s temperaturom na vertikalnoj osi, solidus je linija ispod koje je tvar stabilna u krutom stanju. Likvidus je linija iznad koje je tvar stabilna u tekućem stanju. Može postojati praznina između solidusa i likvidusa, unutar koje se tvari nalaze u smjesi krutih kristala i taljevine.

## Fazni dijagram tekućeg kristala
U fizici tekućih kristala, fazni dijagrami se rabe za slučajeve miješanja nematogenskih smjesa za razlikovanje izotropnih tekućih faza od nematskih tekućih faza.